# 科賈拉克鄉
44°33′0″N 28°34′0″E / 44.55000°N 28.56667°E
科賈拉克鄉（羅馬尼亞語：Comuna Cogealac, Constanța），是羅馬尼亞的鄉份，位於該國西南部，由康斯坦察縣負責管轄，面積196平方公里，海拔高度133米，2007年人口5,533，人口密度每平方公里28人。